# Ígor Kurtxàtov
Ígor Kurtxàtov   (Sim, 8 de gener de 1903 (Julià) - Barvikha, 7 de febrer de 1960), nom complet amb patronímic Ígor Vasílievitx Kurtxàtov (И́горь Васи́льевич Курча́тов, fou un físic nuclear soviètic/rus. Sota la seva direcció, la Unió Soviètica reeixidament provava el seu primer mecanisme nuclear basat en plutoni, a l'operació primer llampec o RDS-1 el 1949.

## Recerca acadèmica
Després d'estudiar enginyeria naval i física, Kurtxàtov va ser un assistent de recerca a la facultat de Física de l'Institut físico-tècnic Ioffe a Bakú i més tard treballà sota la direcció d'Abram Ioffe a l'institut sobre diversos problemes connectats amb la radioactivitat. El 1932, rebia finançament per al seu propi equip de recerca de ciència nuclear, que construïa el primer ciclotró de la Unió Soviètica el 1939.

### Programa nuclear soviètic
Quan la II Guerra Mundial esclatava entre Alemanya i la Unió Soviètica, el 1941, Kurtxàtov era nomenat director del naixent programa nuclear soviètic. Sota les pressions creixents de la guerra, incloent-hi els bombardeigs d'Hiroshima i Nagasaki, l'equip de Kurtxàtov reeixidament feia detonar el Primer Llampec (una bomba d'implosió de plutoni) al lloc de prova de Semipalàtinsk el 1949.

### Suport per a l'ús pacífic d'energia nuclear
Kurtxàtov posteriorment treballava en el programa Soviètic de la bomba d'hidrogen (1953), però més tard treballà per l'ús pacífic de tecnologia nuclear, i en contra de proves de bombes nuclears. Entre els projectes completats sota el lideratge de Kurtxàtov estan: el primer ciclotró a Moscou (1949), el primer reactor atòmic a Europa (1946), la primera central nuclear al món (1954), el primer reactor nuclear per a submarins al món (1959), i el trencaglaç Lenin, el primer vaixell de superfície alimentat amb energia nuclear del món i el primer vaixell civil alimentat amb energia nuclear (1959).

## Infància i educació
Kurtxàtov va néixer a Simski Zavod, gubèrnia d'Ufà (ara la ciutat de Sim, óblast de Txeliàbinsk. Després de completar la seva formació al gimnàs de Simferopol nº1, estudià física a Universitat Estatal de Crimea i enginyeria naval a l'Institut Politècnic de Petrograd.

## Carrera
El 1924-1925, Kurtxàtov era un assistent de recerca a la facultat de Física de l'Institut Politècnic a Bakú, l'Acadèmia estatal de petroli de l'Azerbaidjan actual. El 1925 passava a l'Institut Tècnic de Physico, on treballava (sota la direcció d'Abram Ioffe) en diversos problemes connectats amb la radioactivitat. El 1932, rebia finançament per al seu propi equip de recerca de ciència nuclear, que construïa el primer ciclotró de la Unió Soviètica (21 de setembre de 1939).
En el període entre 1931 i 1934 al departament Físic del l'Institut de Radi (Leningrad), encapçalat per Vitali Khlopin, sota el consell i participació directa d'Ígor Kurtxàtov, Lev Misovski i George Gamow, es creava el primer ciclotró d'Europa (el 1932 George Gamow i Lev Mysovskii presentaven un esborrany per a la consideració del Consell Acadèmic d'Institut de Radi, que l'aprovà). La instal·lació s'acabà el 1937.
Kurtxàtov i el seu aprenent Gueorgui Fliórov descobrien les idees bàsiques de la reacció en cadena d'urani i el concepte de reactor nuclear durant els anys 1930. El 1942 Kurtxàtov declarava: "A la ruptura de nuclis en un quilogram d'urani, l'energia alliberada ha de ser igual a l'explosió de 20,000 tones de trinitrotoluè." Aquest anunci es verificava pràcticament durant el bombardeig atòmic d'Hiroshima.

### Construint el programa nuclear soviètic
Quan la II Guerra Mundial esclatava entre Alemanya i l'URSS el 1941, Kurtxàtov variava la seva recerca primer protegint embarcacions de mines magnètiques, i més tard armadures de tancs. El 1943 l'NKVD obtenia una còpia d'un informe britànic secret pel Comitè De Maud pel que fa a la viabilitat d'armes atòmiques, que va portar a Ióssif Stalin per ordenar el començament d'un programa nuclear soviètic (encara que amb recursos molt limitats). Ioffe recomanà Kurtxàtov a Mólotov, i Kurtxàtov va ser nomenat director del naixent programa més tard, durant aquell any.

### Desenvolupament de mecanismes nuclears
El Projecte soviètic de la bomba atòmica romania a una prioritat relativament baixa fins a informació de l'espia Klaus Fuchs i més tard la destrucció d'Hiroshima i Nagasaki, que incitava Stalin a l'acció. Stalin ordenava a Kurtxàtov que produís una bomba pel 1948, i posés al cruel Lavrenti Béria en comanda directa del projecte. El projecte es va prendre sobre la ciutat de Sarov al Gorki Oblast (ara Óblast de Nijni Nóvgorod) al Volga, i el rebatejat com Arzamas-16. L'equip (amb altres científics nuclears soviètics prominents inclosos com Iuli Khariton i Iàkov Zeldóvitx) era ajudat tant per revelacions públiques fetes pel Govern Dels Estats Units com per més informació donada per Fuchs, però Kurtxàtov i Béria (tement la intel·ligència era malinformació) insistit als seus científics per reanalitzar tot ells mateixos. Béria en particular utilitzaria la intel·ligència com una "tercera part" per a la comprovació en les conclusions dels equips de científics.

### Provant les armes atòmiques
El 29 d'agost de 1949 l'equip feia detonar Primer Llampec, el seu mecanisme de prova inicial (una bomba d'implosió de plutoni) al lloc de prova de Semipalàtinsk. Kurtxàtov més tard comentava que la seva sensació principal a l'època era un d'alleujament.
Kurtxàtov posteriorment treballà en el programa de la bomba d'hidrogen Soviètica (1953), però més tard treballà per l'ús pacífic de tecnologia nuclear, i advocava contra les proves de bombes nuclears.

## Llegat
Entre els projectes realitzats sota Kurtxàtov es troben el primer ciclotró a Moscou (1949), el primer reactor atòmic a Europa (1946), la primera central nuclear al món (1954), el primer reactor nuclear per a submarins al món (1959), el trencaglaç nuclear Lenina, i el primer vaixell de superfície alimentat amb energia nuclear del món, així com el primer vaixell civil alimentat amb energia nuclear (1959). També va col·laborar durant la dècada dels 60, juntament amb Mstislav Kéldix i Serguei Koroliov en un programa per a la utilització de l'energia atòmica en l'espai i, tot i que es varen produir satèl·lits espia alimentats amb energia nuclear, es va decidir aturar el seu funcionament per raons de seguretat.
Durant el programa de la bomba A, Kurtxàtov jurava que no tallaria la seva barba fins que el programa reeixís, i continuà portant una gran barba (sovint tallada amb estils excèntrics) per a la resta de la seva vida, guanyant-se el renom "La Barba". Kurtxàtov morí a Moscou el 1960 després de patir una sèrie d'accidents vasculars cerebarls, i les seves cendres foren enterrades a la Necròpolis de la Muralla del Kremlin a la Plaça Roja. Dues ciutats porten el seu nom: Kurtxàtov, la seu dels Sts., i Kurtxàtov, prop de Kursk (el lloc d'una central nuclear), l'Institut Kurtxàtov s'anomena així en el seu honor, i compta amb un monument dedicat a ell a l'entrada. El cràter de la Lluna Kurtxàtov i l'asteroide 2352 Kurtxàtov també són anomenats en honor d'ell.

## Premis i condecoracions
- Heroi del Treball Socialista (3 – 1949, 1951 i 1954)
- Orde de Lenin (5)
- Orde de la Bandera Roja del Treball (2)
- Medalla de la defensa de Sebastòpol
- Medalla de la victòria sobre Alemanya en la Gran Guerra Patriòtica 1941-1945
- Premi Stalin (4 – 1942, 1949, 1951 i 1954)
- Premi Lenin (1957)
- Medalla d'Or Lomonóssov
- Medalla d'Or Leonhard Euler
- Medalla de Joliot-Curie (1959),
- Ciutadà d'Honor de l'URSS (1949)